# Olga Andreïeva
Pour les articles homonymes, voir Andreïeva.
Olha Oleksiivna Andreïeva (en ukrainien : Ольга Олексіївна Андреєва) est une joueuse d'échecs ukrainienne née le 23 avril 1937 à Kharkiv et morte le 8 juillet 2014, championne d'Ukraine et demi-finaliste des championnats d'URSS.

## Biographie et carrière

### Championne d'Ukraine
Elle remporte le championnat d'Ukraine féminin à quatre reprises : 1961, 1965, 1966 et 1972. Elle a participé cinq fois aux tournois finaux du championnat d'URSS.
Elle est Maître international depuis 1967.